# Seu Espião
Seu Espião é o álbum de estreia da banda brasileira Kid Abelha e Os Abóboras Selvagens,  posteriormente conhecidos apenas como Kid Abelha, lançado originalmente em 1984 pela Warner Music. Dentre os sucessos lançados deste álbum estão "Fixação", "Como Eu Quero", "Porque Não Eu?" (que mais tarde faria parte do repertório solo de Leoni) e "Pintura Íntima". O álbum vendeu cerca de 150 mil cópias, ganhando disco de ouro pela PMB.

## Informações
Gravado no Estúdio Never Cry, localizado no Recreio dos Bandeirantes, zona oeste do Rio de Janeiro, e masterizado nos Estúdios Transamérica, o álbum foi o primeiro trabalho do Kid Abelha e Os Abóboras Selvagens (posteriormente conhecidos apenas como Kid Abelha) lançado logo quando a banda assinou com a Warner Music. O álbum foi produzido por Liminha, famoso por trabalhar com Lulu Santos e Gilberto Gil, sendo ritmicamente variado, tendo como temas o romantismo ingênuo, adolescência, rebeldia, monotonia do mundo adulto, a relação entre fã e ídolo e o feminismo imposto por Paula Toller. Durante a criação do álbum, a Warner Music insistiu para que o primeiro single lançado fosse "Alice (Não Me Escreva Aquela Carta De Amor)", devido ao poder comercial da canção, porém o grupo persistiu para que fosse liberado ´"Pintura Íntima". A canção "Como Eu Quero" foi colocada no álbum pouco antes de sua finalização, sendo uma das faixas descartadas por Liminha pouco antes, porém adicionada por Paula Toller e Leoni logo após.
| “ | Tivemos que bater o pé para entrar ‘Como eu quero’. Faltava uma música e o Liminha foi escutar o que a gente tinha. Na época, a gente achava que balada não tinha nada a ver | ” |

## Recepção da crítica
Apesar do sucesso comercial, o álbum recebeu muitas críticas negativas na época. Dentre as revisões, os críticos diziam que a maioria das composições eram "descartáveis, fúteis, idiotas, açucaradas e bobas", que os arranjos eram "medíocres" e que a banda jamais conseguiria se firmar no rock brasileiro.

## Lista de faixas
| LP - Lado 1 |                                               |                                     |         |  |
| N.º         | Título                                        | Compositor(es)                      | Duração |  |
| 1.          | "Seu Espião"                                  | Leoni, Paula Toller, Herbert Vianna | 4:34    |  |
| 2.          | "Nada Tanto Assim"                            | Leoni, Bruno Fortunato              | 3:51    |  |
| 3.          | "Alice (Não Me Escreva Aquela Carta De Amor)" | Leoni, Toller, Fortunato            | 3:08    |  |
| 4.          | "Hoje Eu Não Vou"                             | Leoni, Beni Borja, Toller           | 2:30    |  |
| 5.          | "Fixação"                                     | Leoni, Beni Borja, Toller           | 6:21    |  |

| LP - Lado 2 |                          |                       |         |  |
| N.º         | Título                   | Compositor(es)        | Duração |  |
| 1.          | "Como Eu Quero"          | Leoni, Toller         | 4:33    |  |
| 2.          | "Ele Quer Me Conquistar" | Leoni                 | 3:09    |  |
| 3.          | "Porque Não Eu?"         | Leoni, Toller, Vianna | 3:03    |  |
| 4.          | "Homem Com Uma Missão"   | Leoni, Beni Borja     | 3:15    |  |
| 5.          | "Pintura Íntima"         | Leoni, Toller         | 4:25    |  |

### Reedição de 2001
| N.º | Título                                        | Compositor(es)                      | Duração |  |
| 1.  | "Seu Espião"                                  | Leoni, Paula Toller, Herbert Vianna | 4:34    |  |
| 2.  | "Nada Tanto Assim"                            | Leoni, Bruno Fortunato              | 3:51    |  |
| 3.  | "Alice (Não Me Escreva Aquela Carta De Amor)" | Leoni, Toller, Fortunato            | 3:08    |  |
| 4.  | "Hoje Eu Não Vou"                             | Leoni, Beni Borja, Toller           | 2:30    |  |
| 5.  | "Fixação"                                     | Leoni, Beni Borja, Toller           | 6:21    |  |
| 6.  | "Como Eu Quero"                               | Leoni, Toller                       | 4:33    |  |
| 7.  | "Ele Quer Me Conquistar"                      | Leoni                               | 3:09    |  |
| 8.  | "Porque Não Eu?"                              | Leoni, Toller, Vianna               | 3:03    |  |
| 9.  | "Homem Com Uma Missão"                        | Leoni, Beni Borja                   | 3:15    |  |
| 10. | "Pintura Íntima"                              | Leoni, Toller                       | 4:25    |  |
| 11. | "Distração"                                   | Leoni, Beni Borja                   | 3:21    |  |
| 12. | "Vida de Cão É Chata prá Cachorro"            | Leoni, Beni Borja                   | 3:07    |  |

## Ficha técnica
Lista de músicos envolvidos no álbum.

### Banda
- Paula Toller – Voz e Vocais
- Bruno Fortunato – Guitarras
- George Israel – Sax e Vocais
- Leoni - Baixo e Vocais

| - Produtor: Liminha; Gregório Nogueira (faixas "Por Que Não Eu?" e "Pintura Íntima") - Direção artística: Liminha - Técnicos de gravação: Ricardo Garcia, Liminha, Vitor Farias - Assistentes de gravação: Evaristo Branco, Magro "o poeta", Laci Moraes, Enock - Mixagem: Vitor Farias, Liminha, Kid Abelha - Direção técnica: Dudu Marques, Ricardo Garcia, Eduardo Pastorelli - Projeto gráfico: Cláudio Carvalho - Foto: Ricardo Nauenberg - Figurinos: Emília Duncan, Cláudia Kopke | - Liminha – guitarra, baixo, percussão em "Fixação" - Serginho Herval – bateria - Lulu Santos – Arranjos em "Por Que Não Eu?" e "Pintura Íntima", Vocais, Pandeiro e Guitarra - Herbert Vianna – Guitarra e Vocais em "Seu Espião" |

## Vendas e certificações
| País / Certificadora | Certificação | Vendas  |
| -------------------- | ------------ | ------- |
| Brasil (ABPD)        | Ouro         | 150.000 |

### Compactos simples
1983 - Kid Abelha. - "Pintura Íntima."
- Lado A. - "Pintura Íntima".
- Lado B. - "Por Que Não Eu?"

| País / Certificadora | Certificação | Vendas       |
| -------------------- | ------------ | ------------ |
| Brasil (ABPD)        | Ouro         | + de 100.000 |

1984 - Kid Abelha - "Como Eu Quero."
- Lado A. - "Como Eu Quero".
- Lado B. - "Homem Com Uma Missão".

| País / Certificadora | Certificação | Vendas       |
| -------------------- | ------------ | ------------ |
| Brasil (ABPD)        | Ouro         | + de 100.000 |